# Shin Asahina
Shin Asahina (jap. 朝比奈 伸 Asahina Shin; ur. 20 sierpnia 1976) – japoński piłkarz występujący na pozycji obrońcy.

## Kariera klubowa
Od 1999 do 2009 roku występował w klubach Gamba Osaka, Sagan Tosu, Rosso Kumamoto, Banditonce Kobe i TDK.